# Borowodorek sodu
Borowodorek sodu, NaBH4 – nieorganiczny związek chemiczny z grupy wodorków. 
Jest to często używany reduktor. W alkoholach i wodzie rozpuszcza się, ulegając jednak rozkładowi – szybkiemu w wodzie, środowisku obojętnym i kwasowym (natomiast w pH 14 jest trwały), powolnemu w metanolu i etanolu (natomiast w izopropanolu jest trwały).
Reakcja hydrolizy:
NaBH
4 + 2H
2O → NaBO
2 + 4H
2↑

## Otrzymywanie
Borowodorek sodu został otrzymany po raz pierwszy w latach 40. XX w. przez H. I. Schlessingera w celach wojskowych.
Można go uzyskać w reakcji wodorku sodu z boranem trimetylu w 250–270 °C:
B(OCH3)3 + 4 NaH → NaBH4 + 3 NaOCH3
lub podczas działania wodorkiem sodu na sproszkowane szkło borokrzemianowe.

## Zastosowania
Borowodorek sodu redukuje aldehydy i ketony oraz niektóre reaktywne pochodne kwasów karboksylowych (np. chlorki kwasowe i estry tioli) do alkoholi. W przeciwieństwie do glinowodorku litu, niewspomagany borowodorek sodu nie redukuje zwykłych estrów, amidów ani kwasów karboksylowych. Przykładem zastosowania borowodorku sodu jest etap redukcji podczas procesu produkcyjnego otrzymywania
feksofenadyny (leku przeciwhistaminowego):